# Ramal A7 del Ferrocarril Belgrano
El Ramal A7 es un ramal ferroviario perteneciente al Ferrocarril General Belgrano de la Red ferroviaria argentina.

## Ubicación
Se halla enteramente en la provincia de San Juan. Atraviesa por los departamentos San Martín, Angaco, Albardón, Ullum y Jáchal.

## Características
Es un ramal de la red de vía estrecha del Ferrocarril General Belgrano, cuya extensión es de 180,6 km entre las cabeceras Coll y Jáchal. En su mayor parte las vías se encuentran en mal estado.

## Historia
En 1886 comenzaron las gestiones para la construcción de un ferrocarril que uniera la Ciudad de San Juan (Argentina) con Jáchal. Hasta ese momento esa zona se hallaba casi completamente aislada de dicha ciudad, existiendo sólo un camino precario que hacía muy complicado el trayecto. El 13 de marzo de 1921 bajo la presidencia de Hipólito Yrigoyen y la gobernación de Amable Jones comenzaron las obras de construcción del ramal que finalizaron el 6 de junio de 1931. Para evitar la construcción de otro puente sobre el Río San Juan, se empalmaron las vías en la estación Coll con las del Ferrocarril Serrezuela. El ramal fue conocido como Ferrocarril a Jáchal. En un primer momento prestó servicios de cargas y pasajeros entre la Estación San Juan y la Estación Jáchal. Al nacionalizarse los ferrocarriles el 1 de marzo de 1948 el ferrocarril entró a formar parte del Ferrocarril Belgrano cómo Ramal A7. 
Debido al terremoto de 1944, las vías del ramal quedaron seriamente deterioradas. Esto llevó a que los servicios de pasajeros comenzaran a decaer durante la década de 1950, cesando los mismos al final de esta. A causa de esto estaciones como Albardón fueron reacondicionadas como estaciones de cargas destinadas en especial al transporte de productos mineros y vitivinícolas. Las formaciones dejaron de circular entre Albardón y Jáchal en 1984. Los servicios cesaron completamente en el año 2000.

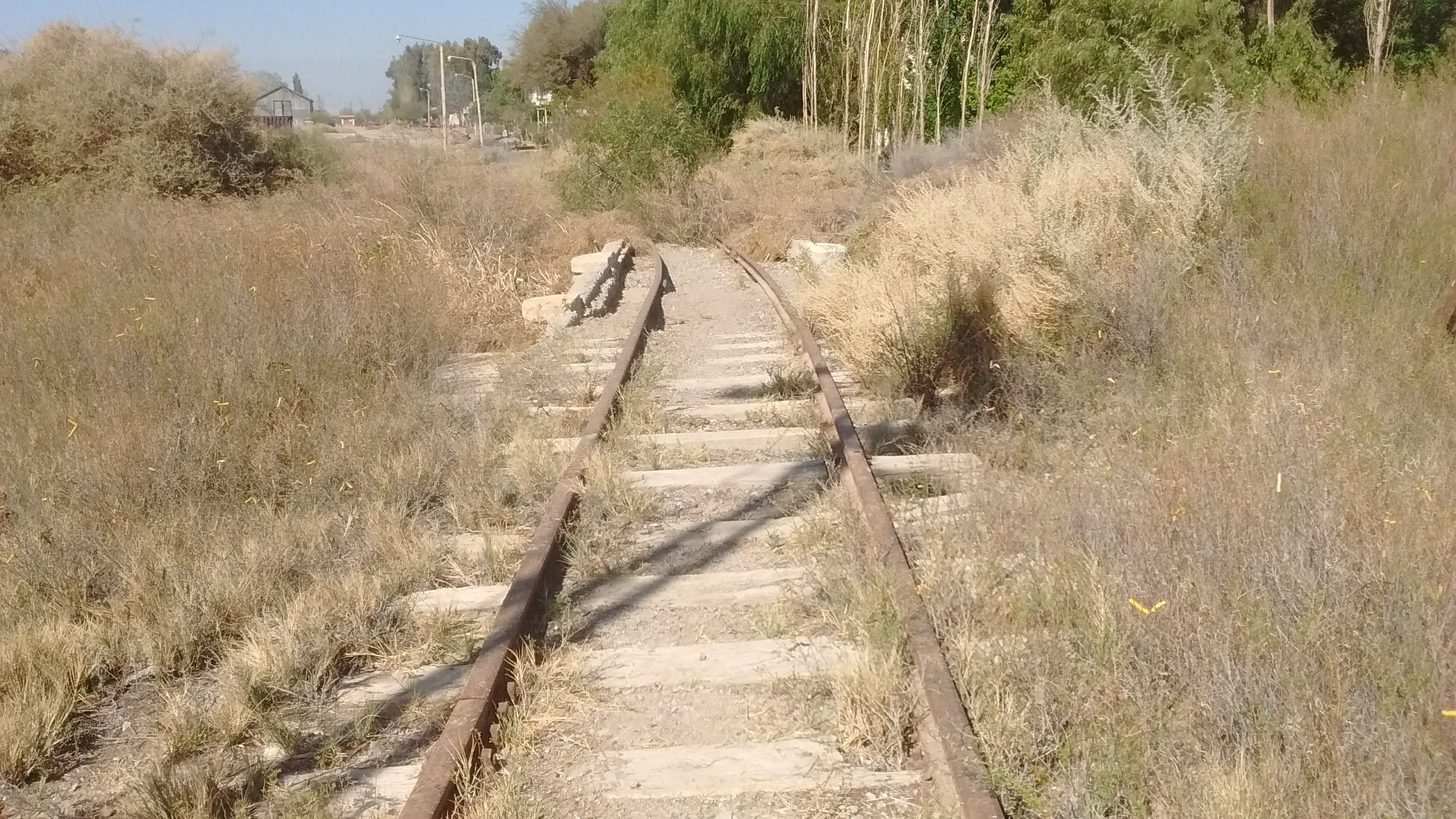
Vías del ramal en las cercanías de la estación Albardón

## Servicios
En época de Ferrocarriles Argentinos se prestaban servicios de cargas y de pasajeros hacia Córdoba y Mendoza. A causa del deterioro producido en las vías debido entre otras cosas al terremoto de 1944 y a las continuas crecientes el servicio de pasajeros fue suspendido a fines de la década de 1950. Desde ese momento se prestaron solo servicios de carga los que cesaron en 1984 entre Albardón y Jáchal y en 2000 entre Coll y Albardón. 
En la actualidad las vías se encuentran dañadas, con faltantes de durmientes, rieles y soportes de vía en varios puentes y pasos de vía. Varias estaciones (como Ullum y Matagusanos) se encuentran abandonadas, mientras que otras se encuentran usurpadas (como Albardón, Angaco Norte y Coll).